# 热尔迈讷 (埃纳省)
热尔迈讷（法語：Germaine，法語發音：[ʒɛʁmɛn]）是法国上法蘭西大區埃纳省的一个市镇，属于圣康坦区。

## 地理
热尔迈讷（49°48'41"N, 3°6'54"E）面积4.54 平方千米，位于法国上法蘭西大區埃纳省，该省份为法国北部内陆省份，北起北部省，西接索姆省和瓦兹省，东临阿登省和马恩省，西南至塞纳-马恩省，东北部与比利时接壤。
与热尔迈讷接壤的市镇（或旧市镇、城区）包括：博瓦韦尔芒杜瓦、杜希、弗吕基耶尔、福雷斯特、沃昂韦尔芒杜瓦。

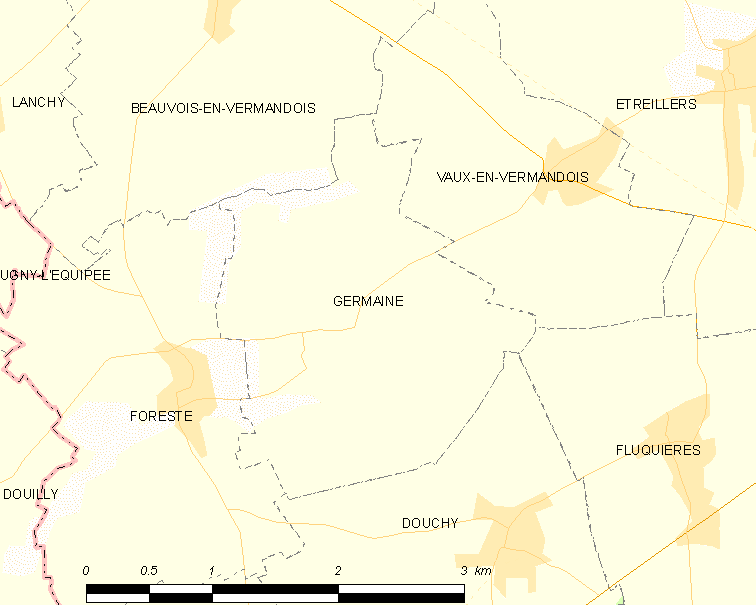
的OSM定位图

热尔迈讷的时区为UTC+01:00、UTC+02:00（夏令时）。

## 行政
热尔迈讷的邮政编码为02590，INSEE市镇编码为02343。

## 政治
热尔迈讷所属的省级选区为圣康坦第一县。

## 人口

1962-2008年间人口变化图示

热尔迈讷于2022年1月1日时的人口数量为84人。